# Нуксенское озеро
Ну́ксенское или Ну́ксинское о́зеро — естественный водоём карстового происхождения в Ардатовском районе Нижегородской области России. Расположено в 2 километрах к северу от рабочего посёлка Мухтолово, к западу от автомобильной дороги Ардатов — Павлово.

## Географическое описание
Нуксенское озеро относится к бассейну реки Тёши. Через озеро протекает река Нукс, также оно питается сезонными ручьями, ливневой и талой водой. Много веков назад составляло единое целое с Большим озером, ныне отделено от него Пустынным болотом. Озеро вытянуто с северо-запада на юго-восток, имеет сложную неправильную форму с сильно изрезанной береговой линией. Его максимальная длина составляет 1120 метров, ширина 250 метров, средняя глубина 4 метра, максимальная — 15, 2 метров, площадь водной поверхности 15,1 гектаров. Объём воды в озере составляет 662 200 м3. Абсолютная высота озера над уровнем моря — 143,4 метров. На озере есть два относительно крупных острова (размерами 30×60 и 5×3 метров) и множество совсем крошечных островков-сплавин. Вода чистая, мягкая, с кислотностью pH от 6,5 до 6,9, желтовато-коричневого оттенка, с большим количество растворённых в ней органических веществ, неприятная на вкус, её прозрачность составляет около 1 метра. Берега заняты сосновыми лесами.

## История
В 1912 году на Нуксенском озере была построена водокачка, поставлявшая воду на железнодорожную станцию «Мухтолово». Позднее та же водокачка подавала техническую воду для нужд посёлка Мухтолово. В 1960-х годах ежедневно из озера забиралось около 400 кубометров воды в сутки; в начале 1980-х годов — около 600—700 кубометров в сутки зимой и 1200—2200 кубометров в сутки летом. Из-за наличия водокачки купание в озере было запрещено. Водокачка была закрыта в 1996 году.

## Природа
Южный и западный берега низкие и топкие, образующие кочки, на которых встречаются заросли тростника и рогоза, постепенно переходят в Пустынное болото. Северный и восточный берега высокие и крутые, покрыты сосновыми лесами, в которых произрастает большое количество брусники. По урезу воды произрастают берёза, ольха серая, встречаются ивы. На водной поверхности вдоль берегов пояс водоплавающих растений шириной 3—6 метров, где растут кубышка, рдест, горец земноводный. На сплавинах встречается осока малоцветковая, занесённая в красную книгу Нижегородской области. Среди животных встречаются прудовая ночница, занесённая в международную и региональную Красные книги. В водах озера обитают карась, окунь, плотва и щука.

## Охранный статус
18 апреля 1986 года озеро было признано памятником природы регионального значения. Площадь охранной зоны составляет 56,6 гектаров.